# Flavius Valerius Severus
Flavius Valerius Severus (n. secolul al III-lea d.Hr., Iliria – d. septembrie 307 d.Hr., Ravenna, Italia) a fost un împărat roman între 306-307. Flavius Valerius Severus s-a născut în nordul provinciei Iliria (Albania) și era de origine socială modestă. Flavius Severus a fost tatăl guvernatorului  Flavius Severianus (d. 313).